# Сегуэн, Симона
Симона Сегуэн (фр. Simone Segouin; 3 октября 1925, Тивар — 21 февраля 2023, Курвиль-Сюр-Эр) — деятельница французского движения Сопротивления времён Второй мировой, кавалер Военного креста 1939—1945 годов.

## Биография
Дочь крестьянина, работала до войны с троими братьями и отцом на ферме. Отец был главой городского совета Тивара и тайным руководителем партизанской ячейки, в прошлом он участвовал в Первой мировой войне. В 1944 году немецкая администрация потребовала от отца Симоны предоставить список молодых девушек, чтобы отправить их в замок Спуар. Стремясь избежать печальной участи быть изнасилованной или убитой немецкими карателями, Симона устроилась работать швеёй. Однако её нашли на ферме немцы и потребовали от неё в ультимативной форме зашить им форму под угрозой расправы. Симона сумела вырваться из их рук и бежала в Париж, где укрывалась у своей тётки в Бон Марше.
В этот момент Симона официально и вошла в Движение Сопротивления, в отличие от троих своих братьев, которые там не состояли. Она пошла по стопам своего отца, участвуя в партизанских операциях в окрестностях города Шартр, где встретила будущего спутника жизни, лейтенанта Бурсье. Отец привил своей дочери любовь не только к близким, но и к своей родине: уже в составе французской армии на исходе войны он участвовал в освобождении узников лагеря военнопленных Вов.
Симона несла службу в рядах партизан под именем Николь Мине. Группа французских партизан-стрелков, в которой она состояла, предоставила ей все необходимые документы для поддерживания своей легенды и псевдонима. Стараниями Николь в партизанское движение были вовлечены множество жителей Дюнкерка, спасавшихся от бомбардировок города. Изначально Симона (она же Николь) выполняла простые задачи без использования оружия: например, в Шартре ей пришлось угонять немецкий велосипед. Выполнив ряд поручений в городах Шатодюн, Дрё и Шартр, Николь добилась полного права на службу в подразделении Французских стрелков и получила собственное оружие: трофейный пистолет-пулемёт MP-40.
Николь отличилась в боях за Шартр и Париж, став одной из немногих партизанок-участниц уличных боёв в городах. В Париже сумела занять часть города при помощи всего двадцати человек, хотя сама она об этом не любила говорить и часто утверждала, что её заслуги преувеличивают. За мужество и самоотверженность в 1946 году она была награждена Военным крестом и получила звание лейтенанта, что также не считала чем-то особым, называя своей главной заслугой помощь в освобождении страны.
После войны изучала медицину и работала медсестрой в педиатрии. Сегуэн никогда не выходила официально замуж, хотя у неё родились шестеро детей. О своём прошлом она  говорила, что не изменила бы свой выбор участницы партизанского движения.

## Цитаты
Мой отец уже был участником войны 14-го года, куда был призван в возрасте 18 лет: он был великим бойцом. Не говорят, но он участвовал в освобождении военнопленных из лагеря Вов. Это было великое противостояние!
Оригинальный текст (фр.)Mon père avait fait la guerre de 14 et s’était engagé à 18 ans ; c’était un grand résistant... On n’en parle pas, mais il avait participé à la libération du camp de Voves…c’était vraiment un résistant important!

Если бы мне снова пришлось снова это сделать [вступить в партизанское движение], я бы так и поступила, потому что не жалею ни о чём. Нет, я не жалею.
Оригинальный текст (фр.)Si c’était à refaire, je le referais parce que je ne regrette rien…non, je n’ai aucun regret.